# Hyperion (måne)
 For alternative betydninger, se Hyperion. (Se også artikler, som begynder med Hyperion)
Hyperion er planeten Saturns ottendestørste måne, og kendes også under betegnelsen Saturn VII (VII er romertallet for 7).

## Navngivning
Hyperion blev opdaget året efter at John Herschell i sin publikation Results of Astronomical Observations made at the Cape of Good Hope havde foreslået at opkalde de dengang syv kendte Saturn-måner efter titanerne fra den græske mytologi. Lassell opdagede Hyperion to dage efter William Cranch Bond og George Phillips Bond, men blev den første der offentliggjorde sin opdagelse: Og ved den lejlighed valgte han at følge Herschells navngivnings-idé, og opkaldt månen efter titanen Hyperion.

## Fysiske træk
Hyperion er den største Saturn-måne der ikke har facon som en kugle: Den er efter al sandsynlighed et af de brudstykker der blev tilbage da en større måne engang i fortiden er blevet slået i stykker af et voldsomt meteorit-nedslag. Det største krater på Hyperions overflade er 10 kilometer dybt og omtrent 120 kilometer i diameter – næsten halvdelen af hele Hyperions gennemsnitlige udstrækning.
Hyperions lave massefylde tyder på at den som de fleste af Saturns måner langt overvejende består af is, måske med en smule klippemateriale. Hyperion skiller sig ud fra de fleste andre måner omkring Saturn ved at være temmelig mørk; dens overflade tilbagekaster blot en fjerdedel af det lys der falder på den, så den må være dækket af i det mindste et tyndt lag af et andet og mørkere materiale af is. Det er muligvis støv der kommer fra Phoebe og Iapetus.
I 2007 lavede NASA's Cassini-rumsonde undersøgelser af Hyperion via kameraer. Den fandt koplignende kratere i Hyperions overflade som indeholdt kulbrinter, som er en nødvendig ingrediens for liv.

## Hyperions rotation
Billederne fra rumsonden Voyager 2 og efterfølgende målinger fra Jorden viser at Hyperion roterer på en kaotisk måde: Modsat alle andre måner og planeter i Solsystemet bliver Hyperion ikke ved med at rotere omkring en fast omdrejningsakse der altid peger i den samme retning, men "tumler" rundt i tilfældige retninger. Simulerede computermodeller af Saturns måner tyder på at andre af Saturns irregulære måner tidligere kan have drejet om sig selv på samme kaotiske måde.
Den specielle rotation skyldes en kombination af omstændigheder, som er unik for Hyperion: Den er irregulær ("kartoffelformet") frem for kuglerund, og dens forholdsvis langstrakte bane bringer den med jævne mellemrum tæt på den noget større måne Titan: Hver gang Hyperion foretager tre omløb omkring Saturn, har Titan været fire gange rundt, og hver gang Titan "overhaler" Hyperion, kommer den tæt nok på til at dens tyngdekraft kan trække i den "lange ende" af Hyperion der tilfældigvis er tættest på.
Hyperions særlige måde at dreje om sig selv, gør at overfladen er meget ensartet, modsat de Saturn-måner der har bunden rotation og som følge deraf to halvkugler med markant forskelle landskaber.